# Idioma franco-provenzal
El idioma franco-provenzal o arpitano (en francés: franco-provençal, en francés y en arpitano: arpitan) es una lengua románica que se usa en algunas partes de Francia, Italia y Suiza. Su zona de distribución autóctona es conocida como Arpitania.

## Aspectos históricos, sociales y culturales

### Hablantes
Los datos más actualizados sobre el total de hablantes de las distintas variantes del arpitano sitúan a una mayoría de unos 147 000 en Francia y unos 77 000 en Italia y Suiza. Sin embargo, solo es hablada de manera difusa y a nivel de idioma nativo en el Valle de Aosta, donde se usa la variedad valdostana. La Unesco la ha declarado lengua en peligro.

### Historia

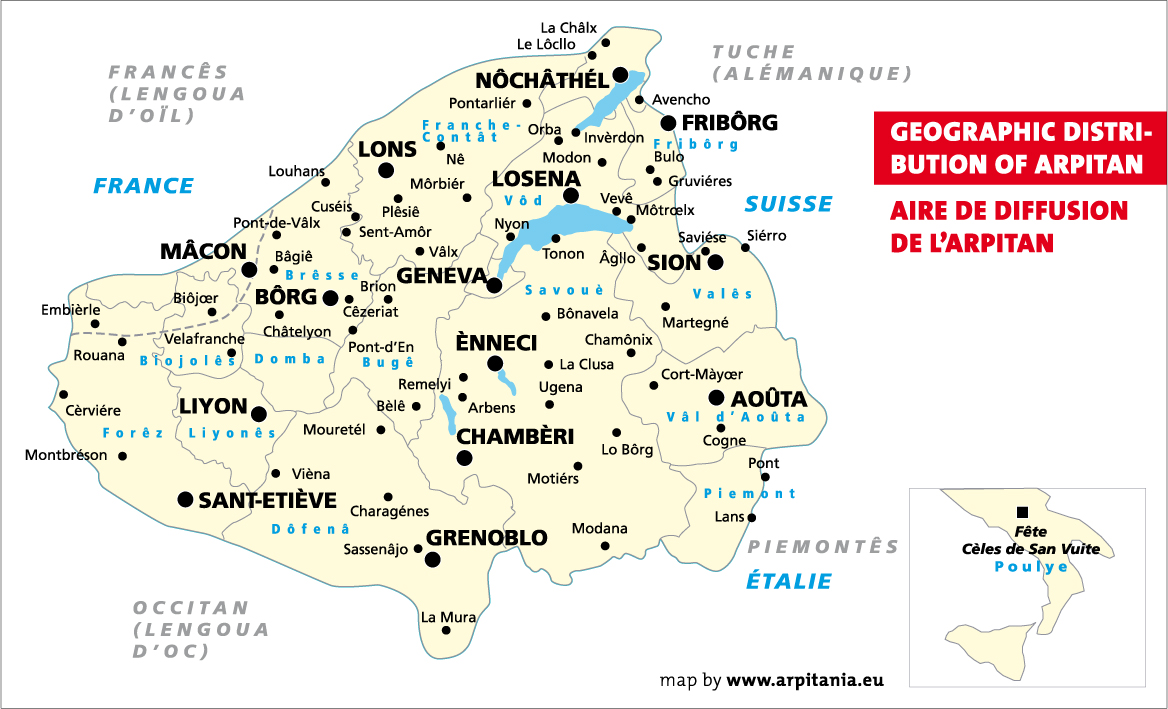
Mapa de la Arpitania (texto en arpitán).

Históricamente la principal ciudad de la Arpitania fue Lyon.

## Descripción lingüística

### Clasificación
El franco-provenzal forma uno de los dos grandes grupos en que se dividen las lenguas galorromances nucleares.

### Fonología
Existe cierta variación dialectal, por lo que la correspondencia entre la ortografía y la fonología no siempre es directa, es particularmente interesante la propuesta de Joseph Henriet, quien propone una ortografía supradialectal (como pretendida base para una koiné arpitana). En esa propuesta a cada letra o dígrafo le corresponde un fonema (aunque la realización particular puede depender de la región). El principal alófono se indica en la tabla y las variaciones se indican tras la tabla:
|           |           | Bilabial | Labio- dental | Dental       | Alveolar     | Post- alveolar | Palatal      | Velar        | Glotal |
| --------- | --------- | -------- | ------------- | ------------ | ------------ | -------------- | ------------ | ------------ | ------ |
| Oclusiva  | sorda     | p [p]    |               | t [t̪]        |              | (ty) [ʈ]       | (ky) [c]     | k [k]        |        |
| Oclusiva  | sonora    | b [b]    |               | d [d̪]        |              | (dy) [ɖ]       | (gy) [ɟ]     | g [ɡ]        |        |
| Nasal     | Nasal     | m [m]    |               | n [n]        |              |                | ny [ɲ]       |              |        |
| Africada  | sorda     |          |               |              | c [ʦ]        | (cy) [t͡ʂ]      |              |              |        |
| Africada  | sonora    |          |               |              | j [ʣ]        | (jy) [d͡ʐ]      |              |              |        |
| Fricativa | sorda     |          | f [f]         |              | s [s]        | x [ʃ]          |              |              | h [h]  |
| Fricativa | sonora    |          | v [v]         |              | z [z]        | (zy) [ʒ]       |              |              |        |
| Lateral   | Lateral   |          |               |              | l [l]        |                | ly [ʎ]       |              |        |
| Rótica    | Rótica    |          |               | r / [ʁ]~[r]/ | r / [ʁ]~[r]/ | r / [ʁ]~[r]/   | r / [ʁ]~[r]/ | r / [ʁ]~[r]/ |        |
| Semivocal | Semivocal | w [w]    |               |              |              |                | y [j]        |              |        |

| Grafema | AFI |
| ------- | --- |
| a       | ä   |
| e       | ɛ   |
| o       | ʌ   |
| oe      | ə   |
| ei      | e   |
| ou      | ɤ   |
| i       | i   |
| ü       | ʉ   |
| u       | ɯ   |

Notas sobre la pronunciación:
- c: Puede pronunciarse como una africada alveolar sorda ʦ, una africada post-alveolar sorda ʧ, una africada alveopalatal sorda t͡ɕ, o una combinación [st].
- cy: Puede pronunciarse como una africada retrofleja sorda t͡ʂ, ou une africada post-alveolar sorda ʧ.
- j: Puede pronunciarse como una africada alveolar sonora ʣ, o una fricativa dental sonora ð.
- r: Harrieta preconiza una consonante rótica alveolar sonora r, pero según las regiones puede ser pronunciada también como una fricativa uvular sonora ʁ, o una vibrante múltiple uvular ʀ.
- x: Puede pronunciarse como una fricativa postalveolar sorda ʃ, una fricativa alveopalatal sorda ɕ, o una fricativa retrofleja sorda ʂ.

### Ortografía
El siguiente cuadro muestra la articulación de las vocales ortográficas <a, e, i, o, u> según el entorno (simple, con circumflejo, con acento grave, con cierre nasal, seguidas de e):
|   | -     | ^     | ` | -n | -e |
| a | a / ɑ | ɑ / o |   | ã  |    |
| e | e     | eː    | ɛ | ĩ  |    |
| i | i     | ɨ     |   | ĩ  |    |
| o | u     | oː    |   | õ  | we |
| u | y     | ø     |   | õ  | we |
| - | ----- | ----- | - | -- | -- |

### Léxico comparado
| Latín               | Castellano | Franco- Provenzal | Francés    | Catalán  | Occitano       | Italiano  |
| ------------------- | ---------- | ----------------- | ---------- | -------- | -------------- | --------- |
| clave(m)            | llave      | clâ               | clef / clé | clau     | clau           | chiave    |
| cantare             | cantar     | chantar           | chanter    | cantar   | cantar         | cantare   |
| capra               | cabra      | cabra / chiévra   | chèvre     | cabra    | cabra          | capra     |
| lingua              | lengua     | lenga             | langue     | llengua  | lenga / lengua | lingua    |
| nocte(m)            | noche      | nuet              | nuit       | nit      | nuèit / nuèch  | notte     |
| sapone(m)           | jabón      | savon             | savon      | sabó     | sabon          | sapone    |
| sudare              | sudar      | suar              | suer       | suar     | susar          | sudare    |
| vita                | vida       | via               | vie        | vida     | vida           | vita      |
| pacare              | pagar      | payer             | payer      | pagar    | pagar          | pagare    |
| platea              | plaza      | place             | place      | plaça    | plaça          | piazza    |
| ecclesia            | iglesia    | églésé            | église     | església | glèisa         | chiesa    |
| caseum (formaticum) | queso      | tôma / fromâjo    | fromage    | formatge | formatge       | formaggio |

### Variantes dialectales
- Valdostano
- Vaudés
- Jurassien
- Lyonnés
- Savoyard
- Dauphinés

## Comparación dialectal
La ortografía difiere según los autores. Martin (2005), da el ejemplo entre Bressan y Saboyano. Duboux (2006) compara el francés y el vaudois.
| GLOSA                       | Francés                       | Franco- provenzal            | Saboyano (Savoyard)      | Bressan                  | Valdostano (Valdôtain)         | Vaudois                      |
| --------------------------- | ----------------------------- | ---------------------------- | ------------------------ | ------------------------ | ------------------------------ | ---------------------------- |
| ¡Buenos días!               | Bonjour!                      | Bonjor!                      | /bɔ̃ˈʒu/                  | /bɔ̃ˈʒø/                  | Bondzor !                      | Bondzo !                     |
| Buenas noches               | Bonne nuit !                  | Bôna nuet !                  | /bunɑˈne/                | /bunɑˈnɑ/                | Baanét !                       | Bouna né !                   |
| Hasta la vista              | Au revoir !                   | A revêr !                    | /arˈvi/                  | /a.rɛˈvɑ/                | Au revoir !                    | À revère !                   |
| Sí                          | Oui                           | Ouè                          | /ˈwɛ/                    | /ˈwɛ/                    | Ouè                            | Oï, Oyî, Vâ, Ouâi, Voué, Vaî |
| No                          | Non                           | Nan                          | /ˈnɑ/                    | /ˈnɔ̃/                    | Na                             | Na                           |
| Puede ser                   | Peut-être                     | T-èpêr / Pôt-étre            | /tɛˈpɛ/                  | /pɛˈtetrə/               | Magâ                           | pâo-t-ître                   |
| Por favor                   | S’il vous plait               | S’el vos plét                | /sivoˈple/               | /sevoˈplɛ/               | Pe plésì                       | Se vo plyé                   |
| Gracias                     | Merci !                       | Grant marci !                | /grɑ̃maˈsi/               | /grɑ̃marˈsi/              | Gramasì                        | Grand macî !                 |
| Un hombre                   | Un homme                      | On homo                      | /on ˈomo/                | /in ˈumu/                | Eun ommo                       | On hommo                     |
| Una mujer                   | Une femme                     | Na fena                      | /nɑ ˈfɛnɑ/               | /nɑ ˈfɛnɑ/               | Euna fenna                     | Onna fènna                   |
| El reloj                    | L’horloge                     | Lo relojo                    | /lo rɛˈloʒo/             | /lo rɛˈlodʒu/            | Lo relojo                      | Lo relodzo                   |
| Los relojes                 | Les horloges                  | Los relojos                  | /lu rɛˈloʒo/             | /lu rɛˈlodʒu/            | Lé reloge                      | Lè relodze                   |
| La rosa                     | La rose                       | La rousa                     | /lɑ ˈruzɑ/               | /lɑ ˈruzɑ/               | La rosa                        | La roûsa                     |
| Las rosas                   | Les roses                     | Les rouses                   | /lɛ ˈruzɛ/               | /lɛ ˈruze/               | Lé rose                        | Lè roûse                     |
| (él) come                   | Il mange.                     | Il menge.                    | /il ˈmɛ̃ʒɛ/               | /il ˈmɛ̃ʒɛ/               | Y meudje                       | Ye medze                     |
| (ella) canta                | Elle chante.                  | Le chante.                   | /lə ˈʃɑ̃tɛ/               | /ɛl ˈʃɑ̃tɛ/               | Llie tsante                    | Ye tsante                    |
| Llueve                      | Il pleut.                     | O pluvinye.                  | /o ploˈvɛɲə/             |                          | Y plout                        | Ye plyâo                     |
| Llueve                      | Il pleut.                     | O brolyasse.                 |                          | /u brulˈjasə/            |                                |                              |
| ¿Qué hora es?               | Quelle heure est-il ?         | Quint’ hora est ?            | /kɛ̃t ˈørɑ ˈjɛ/           |                          | Quent’eura l’è-t ?             | Quint'hâora l’è-te ?         |
| ¿Qué hora es?               | Quelle heure qu’il est ?      | Quâl’ hora qu’el est ?       |                          | /tjel ˈoʒɑ ˈjə/          |                                |                              |
| Son las 6:30                | Il est 6h 30                  | El est siéx hores et demi.   | /ˈjɛ siz ˈørɑ e dɛˈmi/   |                          | L’è-t chuis eure é demi        | L’è sî z'hâore et la demi.   |
| Son las 6:30                | Il est 6h 30                  | El est siéx hores demi.      |                          | /ˈɛjɛ siʒ ˈoʒə dɛˈmi/    |                                |                              |
| ¿Cómo se llama usted?       | Comment vous vous appelez ?   | Tè que vos éds niom ?        | /ˈtɛk voz i ˈɲɔ̃/         |                          | Quen non avéde-vo ?            |                              |
| ¿Cómo se llama usted?       | Comment vous vous appelez ?   | Coment que vos vos apelâds ? |                          | /kɛmˈe kɛ ˈvu vu apaˈlo/ |                                | Quemeint vo appelâ-vo ?      |
| Me alegro de verte          | Je suis content de vous voir. | Je su bonéso de vos vér.     | /ʒə sɛ buˈnezə də vo vi/ |                          | Dze si bien contèn de vo vére. | Ye su conteint de vo vère.   |
| Me alegro de verte          | Je suis content de vous voir. | Je su content de vos vére.   |                          | /ʒɛ si kɔ̃ˈtɛ də vu vɑ/   |                                |                              |
| ¿Hablas la lengua regional? | Parlez-vous patois ?          | Prègiéds-vos patouès ?       | /prɛˈʒi vo patuˈe/       |                          | Prédzade-vo patoué ?           | Parlâ-vo patois ?            |
| ¿Hablas la lengua regional? | Parlez-vous patois ?          | Côsâds-vos patouès ?         |                          | /koˈʒo vu patuˈɑ/        |                                | Dèvesâ-vo patouè ?           |